# Levada (watergang)

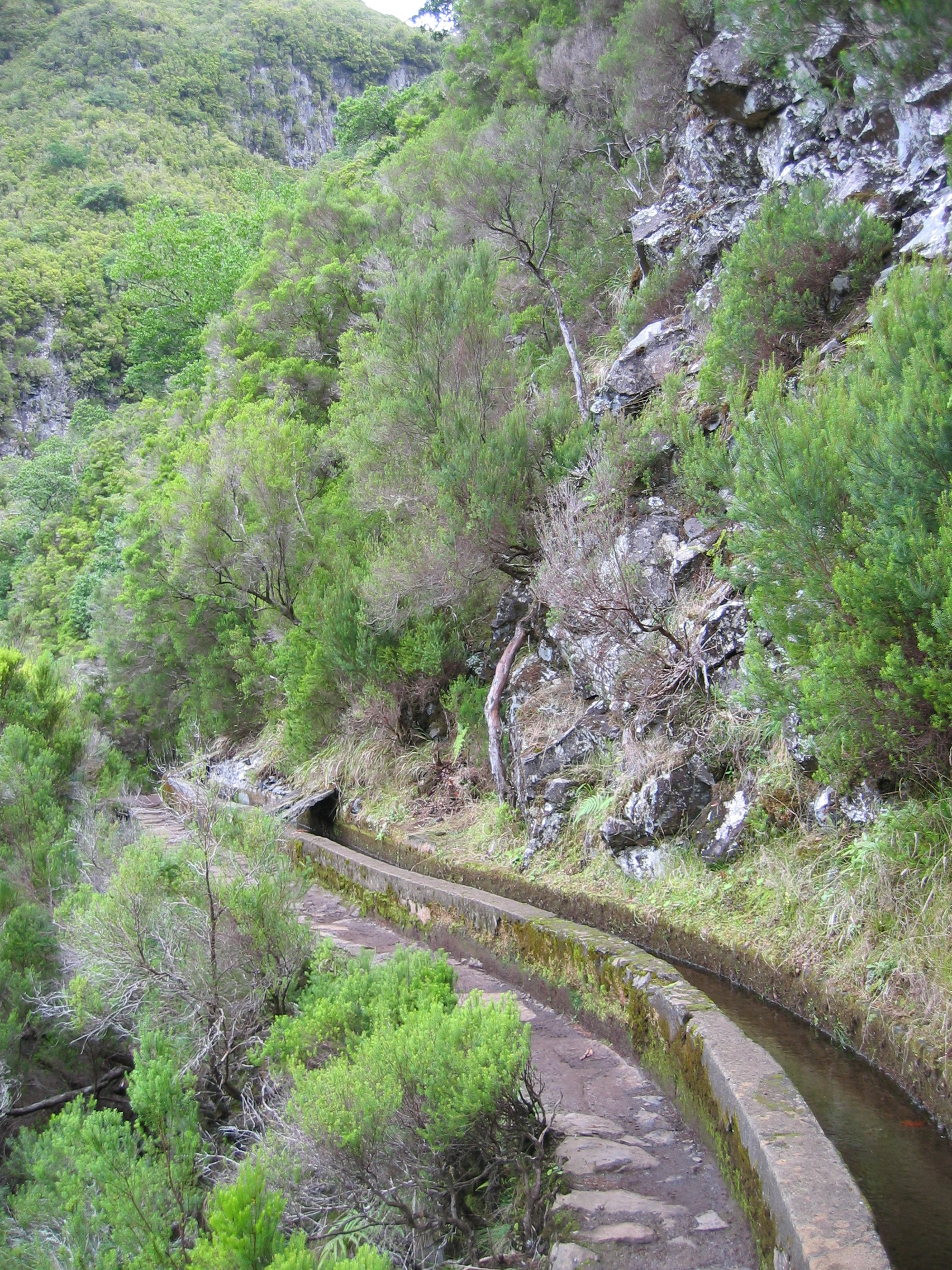
Levada langs een berghelling

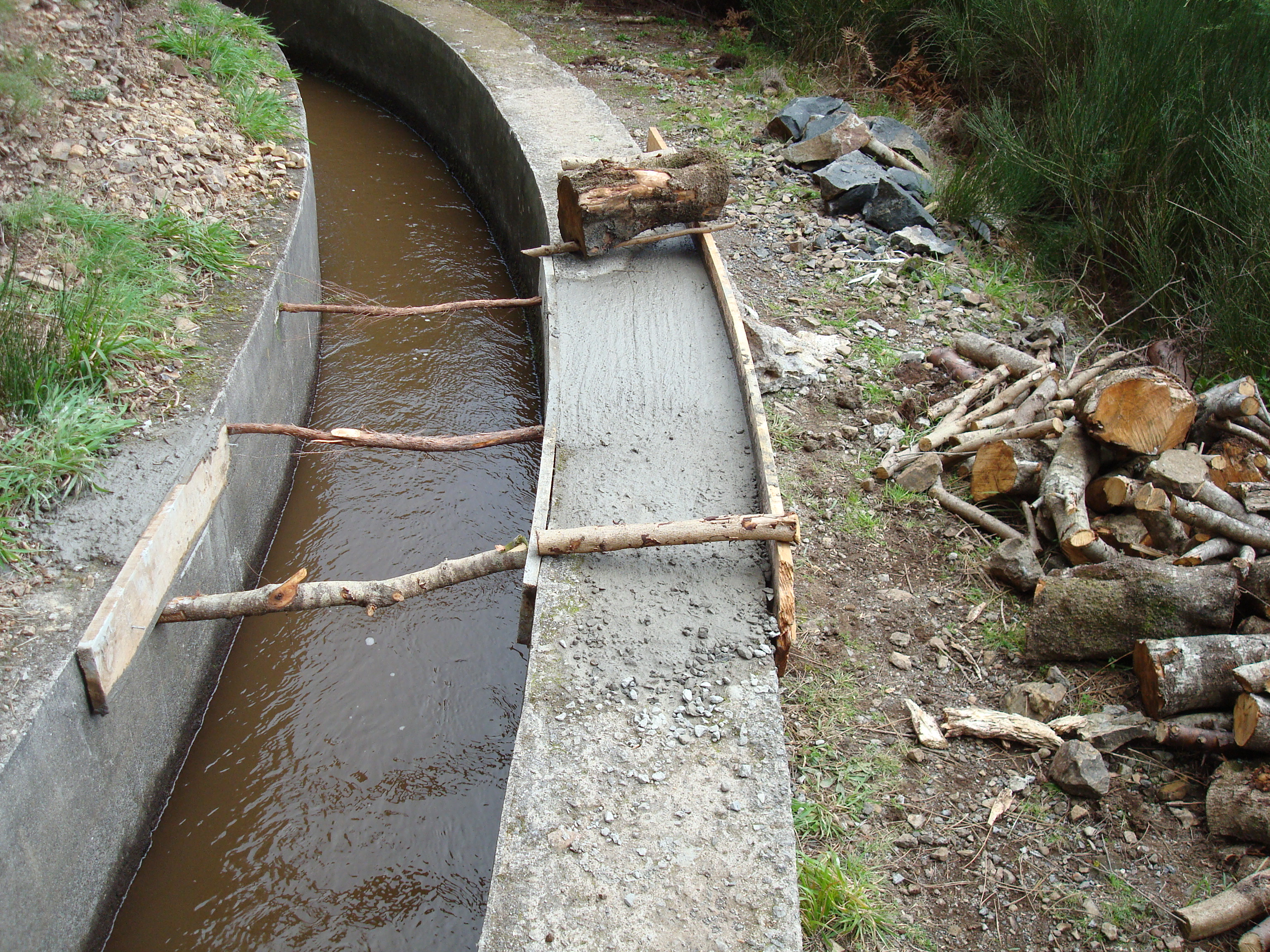
Reparatie van een levada

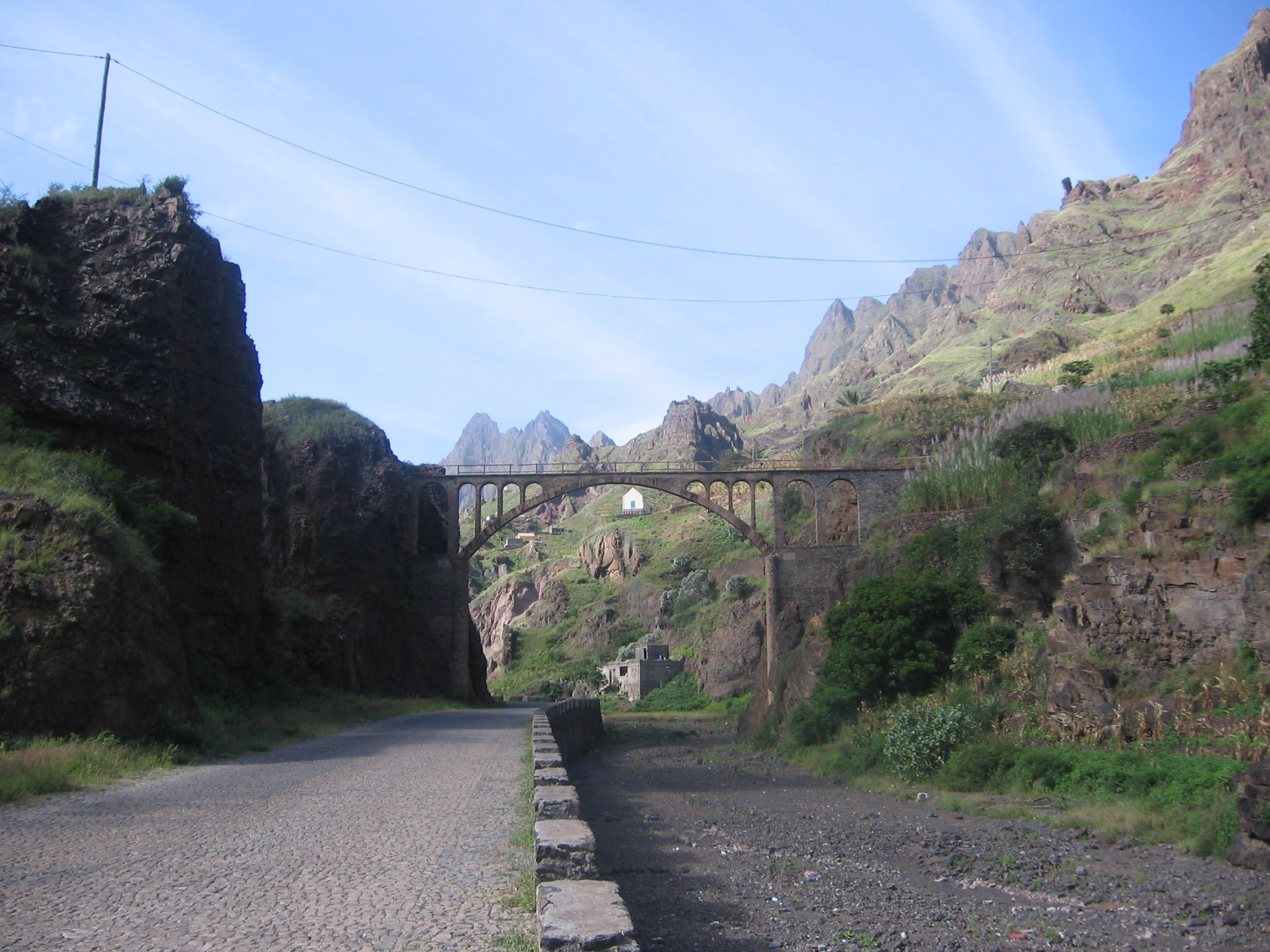
Aquaduct in levada op Santa Antão

Een levada is een irrigatiekanaaltje waarvan er veel voorkomen op het Portugese eiland Madeira. Dergelijke watertransportsystemen zijn ook bekend op het Iberisch Schiereiland, de Canarische eilanden La Palma en La Gomera en het Kaapverdische eiland Santo Antão. Levada is een Portugees woord, dat is afgeleid van levar dat 'dragen', 'optillen' betekent.

## Madeira
Het vulkanische eiland Madeira bestaat hoofdzakelijk uit een bergketen die in de lengterichting van oost naar west loopt. De meest voorkomende windrichtingen zijn noordoost en noord en bewolking wordt daarmee tegen de noordzijde van de bergketen gedrukt. Levada's zijn aangelegd om water van de vochtige noordkust van het eiland dwars door het gebergte naar het droge zuiden te transporteren.

### Aanleg
Sinds de zestiende eeuw zijn de watergangen op het eiland aangelegd. De bronnen van de levada's zijn plekken waar de natuur regenwater, maar vooral condensatiewater dat door de wolken die tussen de vegetatie worden gedreven ontstaat, via de rotsbodem doet samenvloeien. Om dat water via de kanalen door het gebergte te kunnen leiden is op veel plaatsen speciaal hiervoor een tunnel door de berg heen gemaakt. De lengte van deze tunnels varieert van enkele meters tot meer dan vijf kilometer. Ook zijn op veel plaatsen aquaducten gebouwd om diepe kloven langs een kortere route te kunnen overbruggen. Aan de zuidkant wordt het water vooral gebruikt bij de irrigatie van de land- en tuinbouwgronden. Daarvoor zijn uitgebreide netwerken van kleinere kanaaltjes door die gebieden gemaakt. Met behulp van afsluiters wordt het water gedurende een bepaalde tijd naar de eindafnemer geleid, waarna een volgende aan de beurt is. Het afsluiten gebeurde vaak met proppen oude kleding, soms verzwaard met een steen, maar meer en meer gebruikt men metalen schuiven die in een lijst in de wanden past. Het eerlijk verdelen van het water verloopt niet altijd zonder incidenten. Met water uit de kanaaltjes wordt ook wel op kleine schaal hydro-energie opgewekt. De meeste zijn vooral tussen april en oktober in gebruik, in de overige maanden worden ze onderhouden.
Een levada is enigszins te vergelijken met een spreng, het zijn beide door mensen aangelegde watergangen, die op hoogte gehouden worden om het water verder te transporteren dan de natuur zou doen. Hiertoe worden, geholpen door aquaducten en tunnels, zo veel mogelijk de hoogtelijnen gevolgd. De kanaaltjes werden vooral van het ruim voorhanden zijnde natuursteen gemaakt. Sinds ongeveer 1920 wordt hoofdzakelijk beton toegepast. Als voorbeeld hiervoor dient de Levada Nova (1953) waarvan de wanden met bekisting zijn gemaakt. Ook de Levada dos Tornos (106 km), die in 1966 in gebruik werd genomen, is op deze manier gebouwd.

### Paden
De paden langs de levada's dienden naast het transport van en naar afgelegen plaatsen vooral voor het onderhoud van de levada's, maar worden met name gebruikt als toeristische wandelpaden. Het is een goed middel om het vaak ruige binnenland van Madeira toegankelijk te maken voor toeristische wandelaars. De wandelingen zijn makkelijk te noemen aangezien er nauwelijks hoogteverschillen in de route voorkomen. Sommige routes worden vrijwel dagelijks door zowel georganiseerde wandelgroepen als individuele wandelaars gelopen. Daarbij loopt men ook door de tunnels. Bekende knooppunten voor aankomst en vertrek zijn: Rabaçal, Encumeada, Ribeiro Frio en Portela. Niet alle partijen die de levada's beheren hebben overigens de focus van dit recreatief medegebruik. Toch komen er steeds meer gecertificeerde wandelroutes die beschreven zijn en in het veld geel-rood zijn gemarkeerd met de aanduiding PR (Pequena Rota) en een nummer. Het onderhoud, de informatievoorziening over toegankelijkheid en het verhelpen van blokkades, bijvoorbeeld door aardverschuivingen of omgewaaide bomen, wordt hier gericht aangepakt. Niet-gecertificeerde routes worden vaak minder frequent en actief onderhouden.
Enkele bekende levada's op Madeira, waarlangs wandelroutes zijn uitgezet, zijn:
- PR4: Levada do Barreiro, Poço da Neve – Casa do Barreiro (district Funchal)
- PR6: Levada das 25 fontes, Rabaçal - 25 Fontes, 4,6 km (district Calheta)
- PR6.1: Levada do Risco, Rabaçal - Risco (district Calheta)
- PR7: Levada do Moinho, Ribeira da Cruz - Lamaceiros, 10,3 km (district Porto Moniz)
- PR9: Levada do Caldeirão Verde, Queimadas - Caldeirão Verde - Caldeirão do Inferno, 6,5 km (district Santana)
- PR10: Levada do Furado, Ribeiro Frio - Portela, 11 km (district Santana)
- PR14: Levada dos Cedros, Fanal - Curral Falso, 5,8 km (district Porto Moniz)
- PR16: Levada Fajã do Rodrigues, Fajã da Amã - Ribeira da Janela, 3,9 km (district São Vicente)
- PR18: Levada do Rei, Quebradas - Ribeiro Bonito, 5,1 km (district Santana)
- PR23: Levada da Azenha, Azenha – Caminho Velho do Castelo (district Santa Cruz)

De levada's zijn in opzet en aanleg zeer gelijkaardig aan de bisses in de Alpen.